# 神崎高級工機製作所
株式会社神崎高級工機製作所（かんざきこうきゅうこうきせいさくしょ）は、日本の機械メーカー。ヤンマーの全額出資の直系会社である。本社は兵庫県尼崎市にある。
歯車、工作機械､油圧機器､トランスミッション（アメリカのジョンディア社向け等）､マリンギヤの製造で国内外に知られている。

## 概要
- 1947年 ‐ ヤンマーディーゼル（現・ヤンマー）の創始者、山岡孫吉により尼崎市に神崎高級工機製作所が設立。
- 1960年 - 現在地に移転。
- 2004年 - 本社工場を増設。
- 国内事業所以外に北米やインドネシアに子会社を持つ。